# Route nationale 525b
La route nationale 525b ou RN 525b était une route nationale française reliant Pontcharra à Détrier. À la suite de la réforme de 1972, elle a été déclassée en RD 525b dans l'Isère et en RD 925b dans la Savoie.

## Ancien tracé de Pontcharra à Détrier (D 525b & D 925b)
- Pontcharra
- La Chapelle-Blanche
- Détrier